# LEDA 58817
LEDA 58817 è una coppia di galassie interagenti situata nella costellazione di Ofiuco ad oltre 370 milioni di anni luce dalla Terra.
La galassia è anche un megamaser, capace di emettere una luminosità nella banda delle microonde circa 100 milioni di volte quella di un maser.
Studiata dal Telescopio spaziale Hubble con l'utilizzo dell'Advanced Camera for Surveys (ACS) e del Near Infrared Camera e Spectrometer Multi-Object (NICMOS), è stata individuata la presenza di un doppio nucleo galattico, che appartenevano alle galassie entrante in collisione.
I due nuclei sono stati denominati rispettivamente IRAS 16399N e IRAS 16399S e sono posti ad una distanza tra loro di circa 11.000 anni luce. Il primo, situato a settentrione, è un nucleo LINER con linee spettrali di emissione debolmente ionizzate ed ospita un buco nero supermassiccio di circa 100 milioni di masse solari. Il secondo, posto a sud, è del tipo starburst con un elevato tasso di formazione stellare.